# Microdynerus syriacus
Microdynerus syriacus är en stekelart som beskrevs av Gusenleitner 2000. Microdynerus syriacus ingår i släktet Microdynerus och familjen Eumenidae. Inga underarter finns listade i Catalogue of Life.